# ディネシュ・パテル
ディネシュ・パテル（Dinesh Patel、1989年5月8日 - ）は、インドのウッタル・プラデーシュ州ラクナウ出身の元プロ野球選手(投手)。
インド人として、リンク・シンと共にアメリカ合衆国で野球をプレーした初の選手となった。

## 経歴

### プロ入り前
1989年5月8日に、インドのウィタル・プラデーシュ州ラクナウで生まれた。
2008年に、行われた「ミリオンダラー・アーム」というコンテスト形式のリアリティー・ショーに参加した。ここで、リンク・シンと共に優勝した。
優勝後に、アメリカ合衆国カリフォルニア州ロサンゼルスにシンと共に渡米する。渡米後に、南カリフォルニア大学で練習する事となった。この大学の野球部投手コーチのトム・ハウスは、かつてノーラン・ライアン、ランディ・ジョンソン、ロブ・ネン、ケヴィン・ブラウンらを指導したことで知られる。この大学で、野球の練習と英語の習得をする事となった。

### プロ入り後
2009年に、ピッツバーグ・パイレーツと契約を結びプロ入りを果たした。同年は、傘下ルーキーリーグのガルフ・コーストリーグ・パイレーツでプレーした。この年は、6試合に登板し、1勝0負、防御率1.42、4奪三振を記録した。
2010年も、傘下ルーキーリーグのガルフ・コーストリーグでプレーした。この年は、9試合に登板し、0勝0負1セーブ、防御率8.59、7奪三振を記録した。また、5月24日にはシンと共にホワイトハウスを訪問しバラク・オバマ大統領と対談した。オフの12月に、解雇された。その後、現役引退した。

### 引退後
2011年は、母国の首都・デリーで野球指導を行った。

## 映画化
2014年に、ウォルト・ディズニー・スタジオによってシンとパテルがプロ野球選手に至までの出来事が「ミリオンダラー・アーム」として映画化された。